# یولداشوو
یولداشوو (به لاتین: Yuldashevo) یک منطقهٔ مسکونی در روسیه است که در باشقیرستان واقع شده‌است.